# Соколовка (Томская область)
Соколовка — село в Молчановском районе Томской области. Входит в состав Молчановского сельского поселения.

## География
Расположено на левом берегу реки Обь, на 187 км трассы Р398 Томск — Колпашево.

## История
Основано в 1908 г. В 1926 году посёлок Соколовка состоял из 126 хозяйств, основное население — русские. Центр Соколовского сельсовета Молчановского района Томского округа Сибирского края.

## Население
| 1926 | 2002 | 2008 | 2010 | 2012 | 2013 | 2014 |
| ---- | ---- | ---- | ---- | ---- | ---- | ---- |
| 560  | ↘422 | ↘374 | ↘332 | ↘329 | ↘327 | ↘317 |
| 2015 | 2021 |      |      |      |      |      |
| ↗324 | ↘227 |      |      |      |      |      |

## Инфраструктура
В Соколовке функционируют: школа, почтовое отделение, администрация, медпункт, магазины.

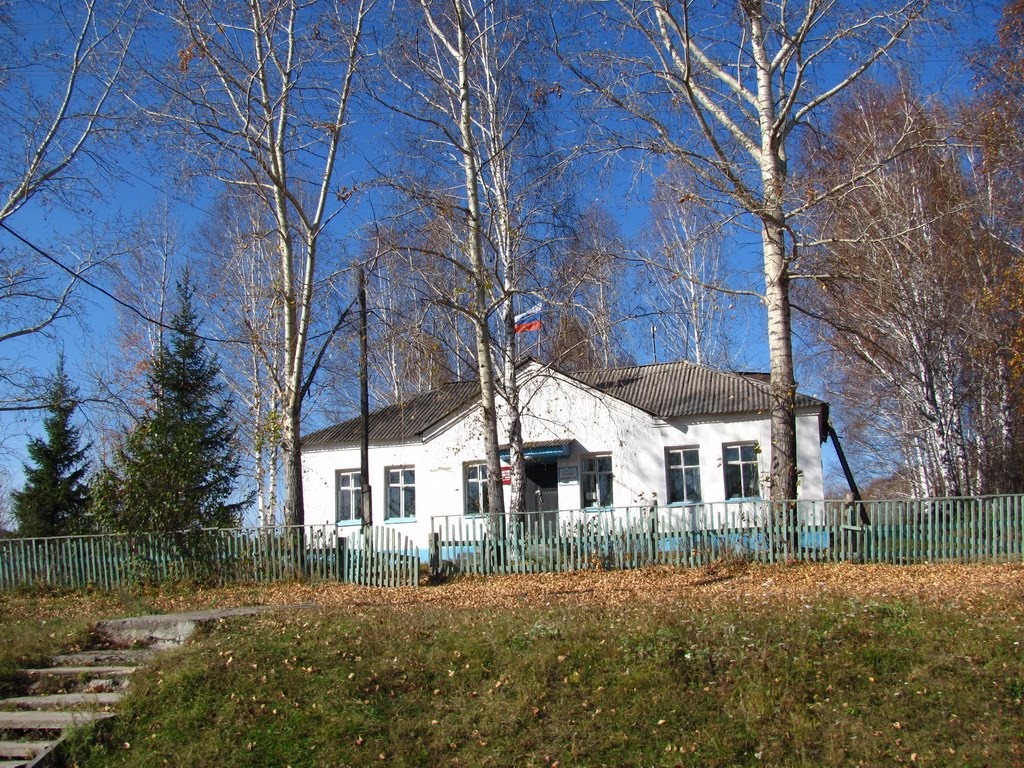
Здание администрации

## Достопримечательности

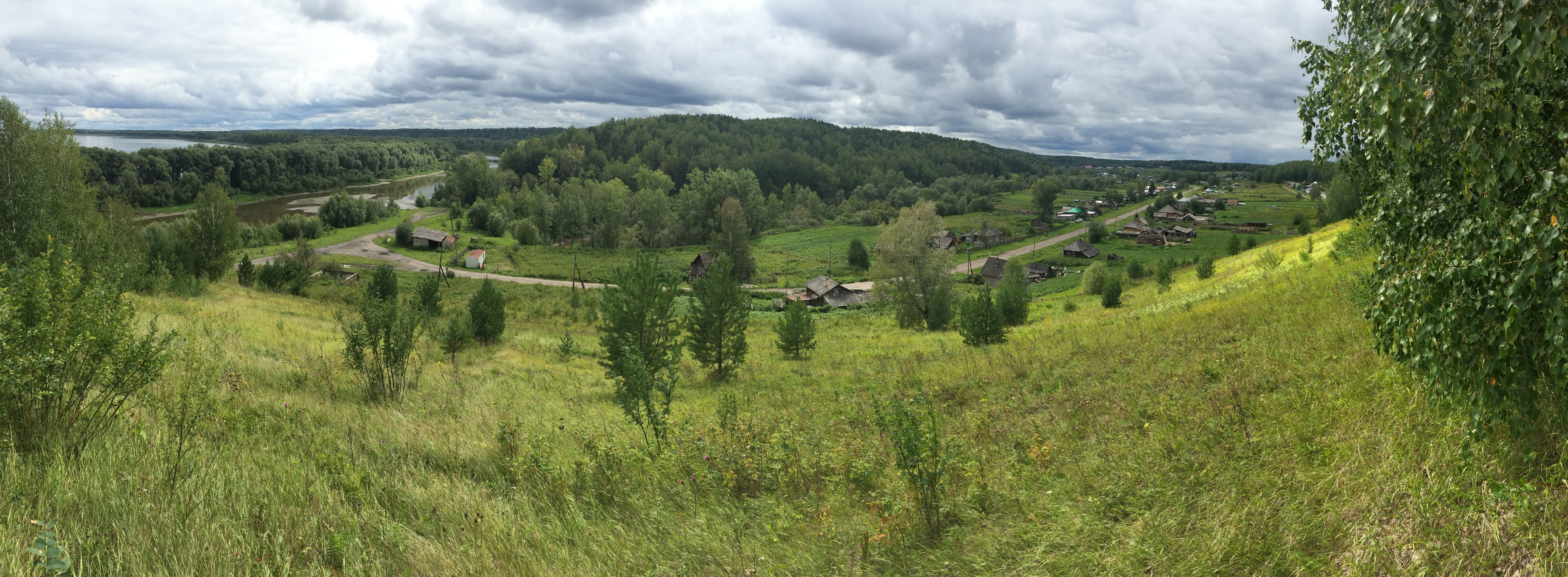
Панорама Соколовки

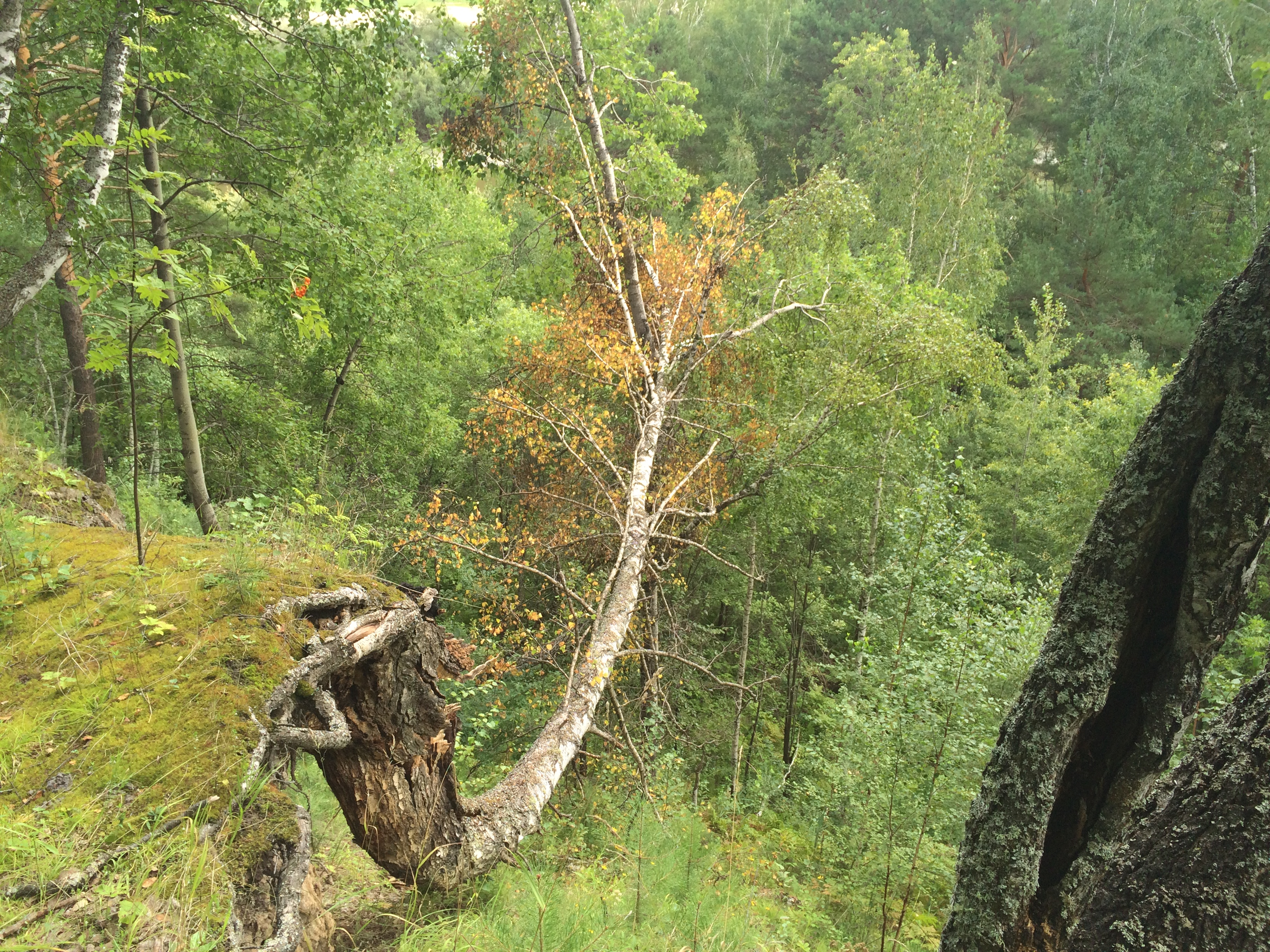
Яр на берегу Оби

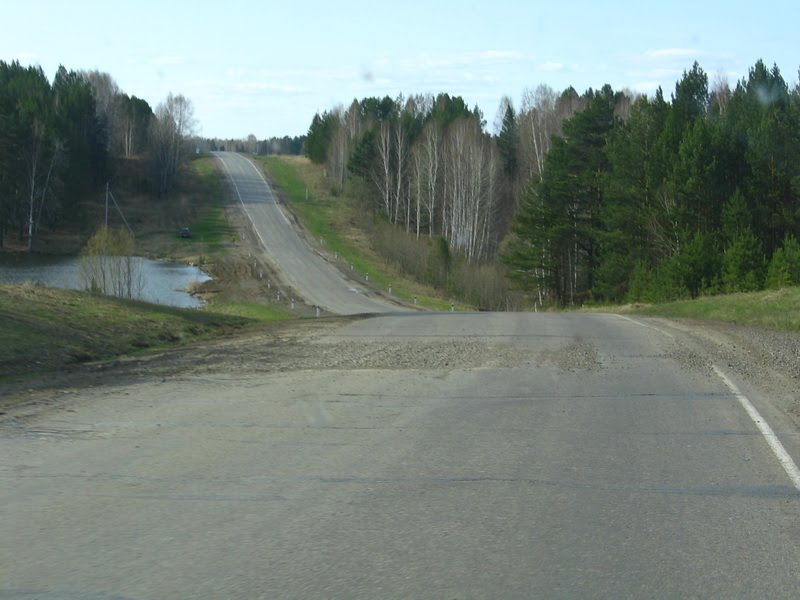
Соколовское озеро, вид с трассы Р398

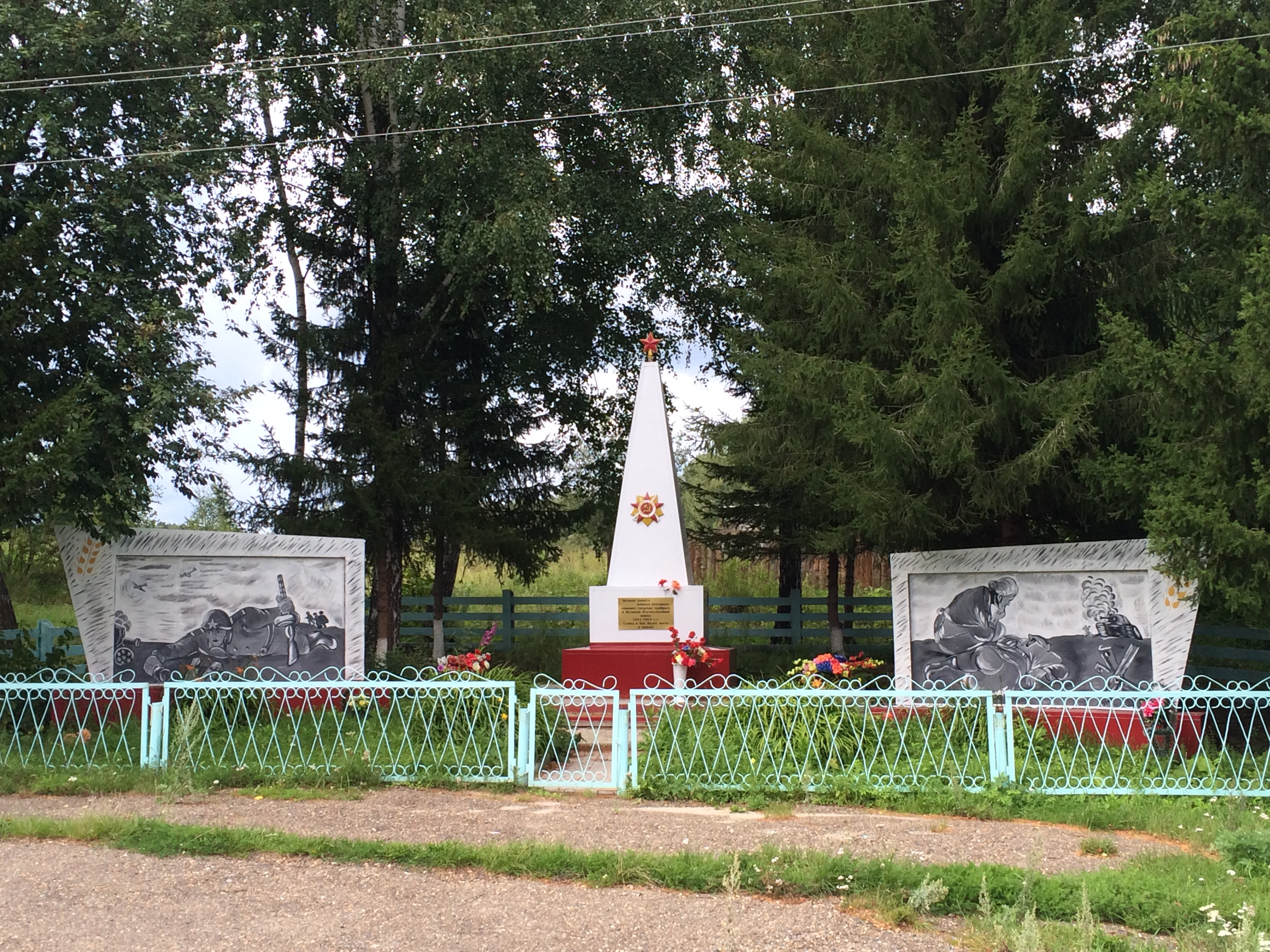
Памятник погибшим в Великой Отечественной войне

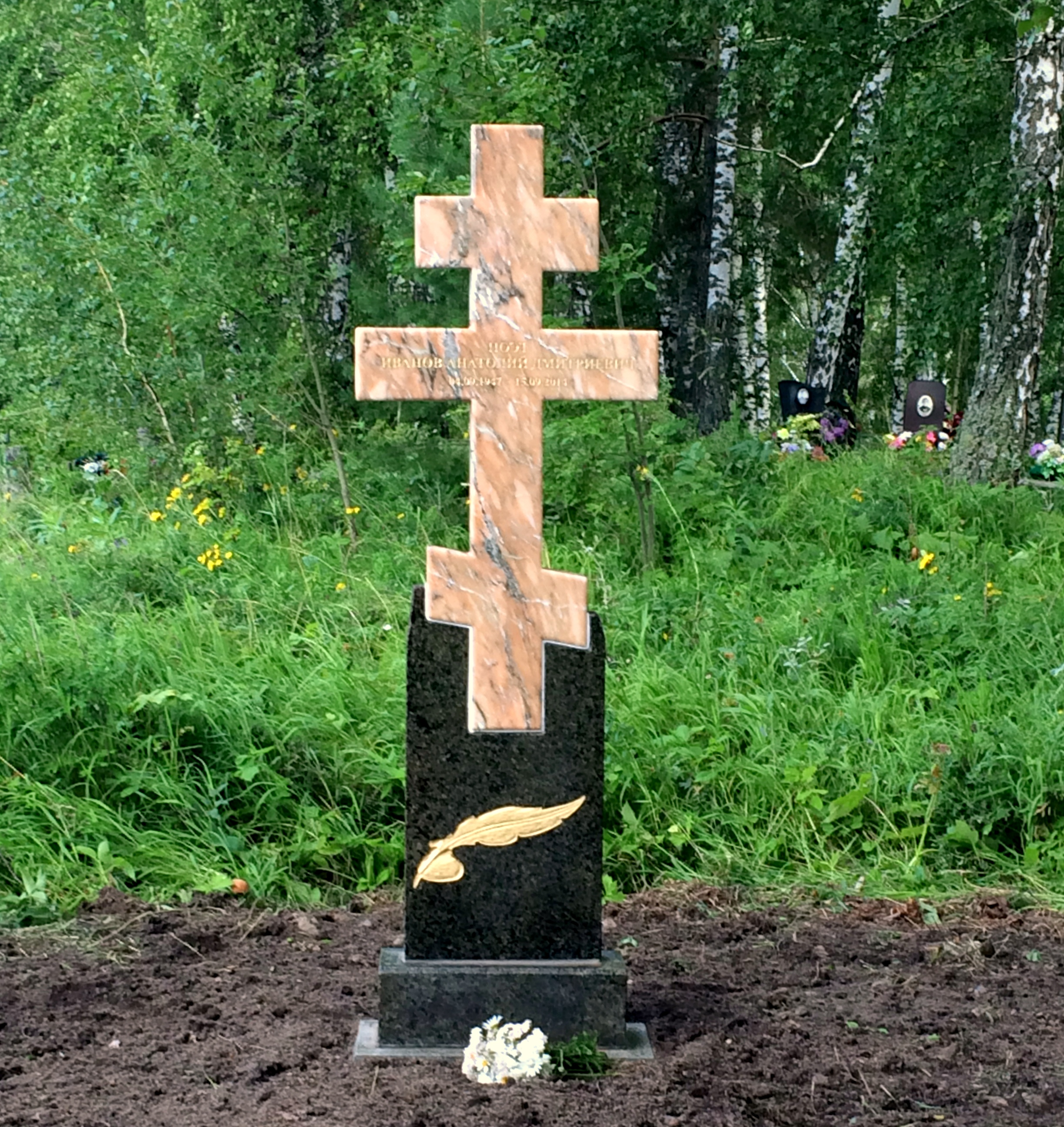
Могила Анатолия Иванова

## Занятость

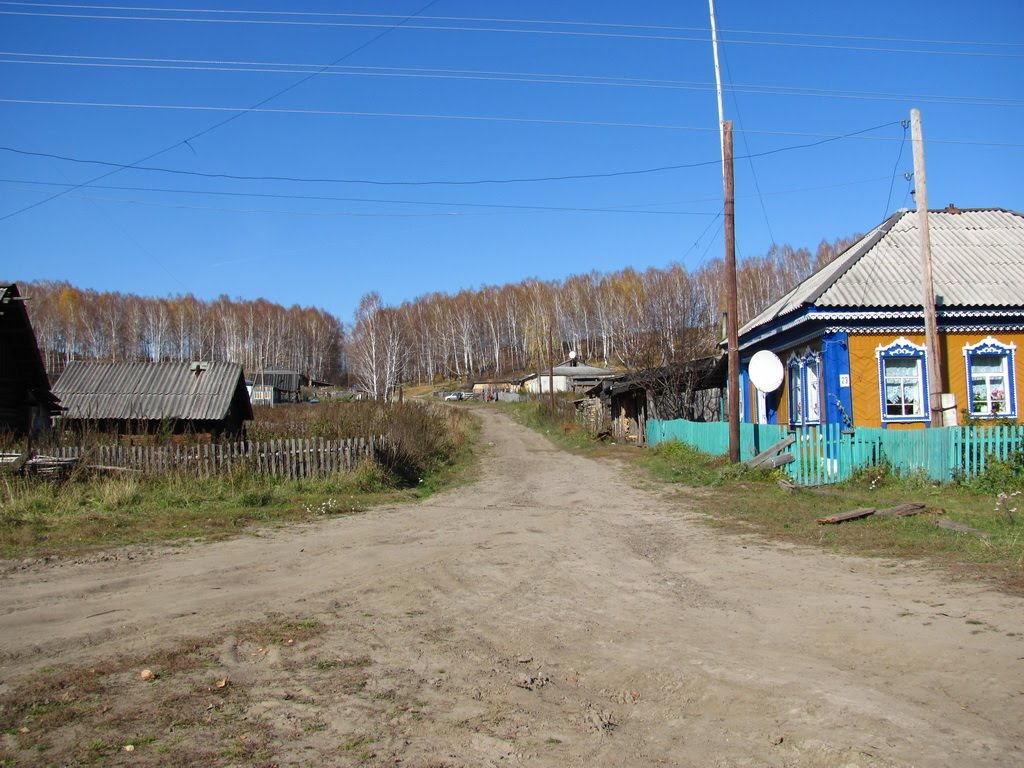
Окраина села Соколовка

Население занимается сельским хозяйством, фермерством, коневодством, сбором дикоросов (грибы, ягоды, кедровый орех). Часть населения работает вахтами в соседних населённых пунктах, много безработных. Промышленных ремёсел и производства нет.